# Kolodetski
Kolodetski (en rus: Колодецкий) és un poble (un possiólok) de l'óblast d'Oriol, a Rússia, segons el cens del 2010 no tenia cap habitant, pertany al municipi de Turovka.